# سنت‌پترسگ
سنت‌پِتِرسِگ (به مجاری:  Szentpéterszeg) یک منطقهٔ مسکونی در مجارستان است که در ناحیه برتیواوی‌فالو واقع شده‌است. سنت‌پترسگ ۲۵٫۵۱ کیلومتر مربع مساحت و ۱٬۲۱۶ نفر جمعیت دارد.